# Quincy-Landzécourt
Quincy-Landzécourt es una comuna francesa situada en el departamento de Mosa, en la región Grand Est.

## Demografía
| 197 | 186 | 164 | 156 | 144 | 161 | 136 |
| Para los censos de 1962 a 1999 la población legal corresponde a la población sin duplicidades (Fuente: INSEE [Consultar]) |     |     |     |     |     |     |